# Elena Belova
Elena Belova (rusă Елена Белова; nume de fată Elena Novikova, rusă Елена Новикова; n. 28 iulie 1947, Sovetskaia Gavan⁠(d), RSFS Rusă, URSS) este o scrimeră sovietic de origine rusă, specializată pe floretă. A câștigat șase medalii olimpice, inclusiv patru medalii de aur, la patru ediții consecutive ale Jocurilor: Mexico 1968, München 1972, Montreal 1976 și Moscova 1980. Astfel a devenit prima scrimer care a cucerit patru medalii olimpice de aur. A câștigat și opt titluri mondiali, inclusiv unul la individual. 

## Carieră
S-a născut la Sovețkaia Gavan, în Rusia de Est, dar a crescut în Minsk, orașul în care părinții ei s-au mutat în mijlocul anilor 1950. S-a apucat de scrimă după ce, din întâmplare, a văzut un antrenament de scrimă la clubul „Dinamo”. Chiar dacă părintii ei nu au fost de acord la început, fiind ca ea practica deja dansul, muzica, cantoul și baschetul, s-a antrenat în secret sub îndrumarea lui Larisa și Gherman Bokun. A luat parte la competiții chiar după trei luni de antrenament. Un an mai târziu, și a hotărât să-se dedice exclusiv scrimei. S-a alăturat lotului sovietic olimpic de juniori, apoi lotului de seniori în anul 1967.
Cu puțin timp înainte de Jocurile Olimpice de vară din 1968, s-a căsătorit cu campion olimpic la pentatlon Viaceslav Belov iar și-a schimbat numele. Ediția de la Mexico 1968 a reprezentat prima participare la Jocurile Olimpice. Chiar dacă era accidentată la coapsă, a cucerit medalia de aur atât la individual, cât și pe echipe. Astfel a devenit prima scrimeră campioană olimpică la individual din Uniunea Sovietică. Pentru aceste rezultate a fost numită maestru emerit al sportului. În anul următor a câștigat și medalia de aur la individual la Campionatul Mondial din 1969. Din urmă a cucerit trei medalii de aur olimpice și șapte medalii de aur mondiale, tot pe echipe.
După ce s-a retras în anul 1980, după Jocurile Olimpice de la Moscova, a devenit antrenor de scrimă. Absolvent Institutului Pedagogic din Minsk în 1970, și-a obținut doctoratul în acest domeniu. A fost numită antrenor emerit în 1994. În anul 2007 a primit medalia „Pierre de Coubertin” de Comitetul Olimpic Internațional. În prezent predă cursuri la Universitatea de Stat de Educație Fizică și Sport din Belarus.

## Legături externe
- en Elena Belova la Olympedia.org
- en  „Hall of Fame-ul” scrimei Arhivat în 12 august 2015, la Wayback Machine. la Federația Internațională de Scrimă